# 大阪府道138号三島江茨木線
大阪府道138号三島江茨木線（おおさかふどう138ごう みしまえいばらきせん）は、大阪府高槻市から茨木市に至る一般府道である。

## 概要
高槻市三島江2丁目から茨木市主原町（あるじはらちょう）に至る。

### 路線データ
- 起点：大阪府高槻市三島江2丁目
- 終点：大阪府茨木市主原町（大阪府道15号八尾茨木線交点）
- 総延長：3.7 km

## 路線状況

### 道路施設

#### 橋梁
- 西面大橋（番田井路、高槻市 - 茨木市）
- 育英橋（安威川、茨木市）

## 地理

### 通過する自治体
- 大阪府
  - 高槻市 - 茨木市

### 交差する道路
| 交差する道路                         | 市町村名 | 交差する場所               | 交差する場所     |
| ------------------------------------ | -------- | -------------------------- | ---------------- |
| 大阪府道16号大阪高槻線               | 高槻市   | 四面中1丁目                | 四面交差点       |
| 大阪府道・京都府道14号大阪高槻京都線 | 茨木市   | 日垣2丁目                  | 四面大橋西交差点 |
| 大阪府道133号鳥飼八丁富田線          | 茨木市   | 目垣2丁目                  | 目垣交差点       |
| 大阪府道19号茨木寝屋川線             | 茨木市   | 平田1丁目                  | 平田1丁目交差点  |
| 大阪府道15号八尾茨木線               | 茨木市   | 主原町（あるじはらちょう） | 終点             |

### 交差する鉄道
- 東海道新幹線

### 沿線
- 高槻市立三箇牧小学校
- 茨木市立平田中学校
- 茨木星見郵便局
- 大阪府立茨木高等学校（終点付近）